# M-ai lasat
M-ai lasat (укр. ти мене залишила) — другий радіосингл румунського гурту Здоб ші здуб, що є першим з альбому Tabara Noastra 1999 року. Пісню було записано російською та румунською мовами. До обох версій пісні було відзнято відеокліп, російська версія якого потрапляла до ефіру телеканалів М1 та колишнього Enter music.

## Відеокліп
Відео було представлено 1999 року. На відео показано Романа Ягупова, що провів тиждень, загубившись у лісі, а також жінку, що намагалася від нього втекти, але врешті-решт знову натрапила на нього наприкінці відео.

## Список композицій
- «Ты меня оставила» (2:23)
- «M-ai lasat» (2:23)

## Текст пісні
```
Ты меня оставила
Ты меня оставила
Ты меня оставила
Ты навсегда оставила
Шутила со мной
Ты со мной лукавила
Ты клялась помнить до могилы
А потом оставила
Нам не быть с тобою вместе
Нам не быть с тобою
Нам не быть с тобою вместе
Никогда на свете, нет
Пусть скорей настанет время
Вечного покоя
А я глаза свои закрою,
На всегда закрою я

```